# 나쁜 피 (1986년 영화)
《나쁜 피》(프랑스어: Mauvais Sang, 영어: Bad Blood, 영어: The Night Is Young)는 1986년 개봉한 프랑스의 범죄 드라마 영화이다. 레오스 카락스가 감독과 각본을 맡았다. 영화 제목은 랭보의 시집 지옥에서 보낸 한 철에 수록된 동명 시 제목을 따 지었다.

## 출연

### 주연
- 미첼 피콜리
- 줄리엣 비노쉬
- 드니 라방
- 한스 메이어
- 줄리 델피

### 조연
- 휴고 프랫
- 미레이유 뻬리에
- 세르주 레지아니
- 랠프 브라운

## 기타
- 의상: 로베르트 나르돈